# Sinuhe Wallinheimo
Mika Sinuhe Wallinheimo (* 9. März 1972 in Jyväskylä) ist ein ehemaliger finnischer Eishockeytorwart, der während seiner Karriere u. a. in der finnischen SM-liiga, American Hockey League, der Deutschen Eishockey Liga und der schwedischen Elitserien spielte. Seit April 2011 ist er Mandatsträger im finnischen Parlament der Nationalen Sammlungspartei.

## Karriere
Wallinheimo begann seine Karriere in der Saison 1989/90 bei JYP Jyväskylä in der finnischen SM-liiga. In der Saison 1992/93 spielte Wallinheimo für HIFK Helsinki in der SM-liiga und Nuorten SM-liiga sowie für Karhu-Kissat Helsinki in der 1. Division. Ein Jahr später ging er nach Nordamerika und spielte drei Jahre lang in der National Collegiate Athletic Association für die University of Denver aus dem Bundesstaat Colorado.
Anschließend wechselte er in die American Hockey League zu den Hershey Bears, kam aber auch in der East Coast Hockey League bei den Mobile Mysticks zum Einsatz, die mit den Bears kooperierten. Auch in der Saison 1997/98 spielte er zunächst in der ECHL bei den Mississippi Sea Wolves, ehe er erneut in der AHL zu Einsätzen bei den Springfield Falcons kam.
In der folgenden Saison spielte Wallinheimo wieder in Finnland für den SM-liiga-Verein Rauman Lukko und ab der Saison 1999/2000 drei Jahre in Deutschland. Zunächst schloss sich Wallinheimo dem EHC Neuwied aus der 2. Bundesliga an, der aber in der laufenden Saison Insolvenz anmeldete. Aufgrund seiner guten Leistungen fand er aber in den Revierlöwen Oberhausen schnell einen neuen Verein, für den er die nächsten zweieinhalb Jahre in der Deutschen Eishockey Liga spielte. Im Sommer 2002 wurde den Revierlöwen eine Lizenz für die DEL-Spielzeit 2003/04 verweigert. Wallinheimo sah sich gezwungen, den Verein zu verlassen. Anschließend spielte der Finne für zwei Jahre in Schweden bei Färjestad BK in der Elitserien, mit denen er in beiden Jahren das Meisterschaftsfinale erreichte.
Seit der Saison 2004/05 spielte er wieder in Finnland bei seinem Heimatverein JYP Jyväskylä, wechselte aber in der Saison 2007/08 zum HK Dynamo Moskau in die russische Superliga. Zur Saison 2008/09 kehrte er nach Jyväskylä zurück und gewann die Meisterschaft der SM-liiga.
Wallinheimo wurde vom finnischen Verband in die Finnische Nationalmannschaft für die Eishockey-Weltmeisterschaft 2007 berufen, blieb aber ohne WM-Einsatz.

## Politik
Für die konservative und wirtschaftsliberale Nationale Sammlungspartei kandidierte Wallinheimo erfolgreich bei der Parlamentswahl 2011.

## Erfolge und Auszeichnungen
- 1997 Calder-Cup-Gewinn mit den Hershey Bears
- 2003 Schwedischer Vizemeister mit Färjestad BK
- 2004 Schwedischer Vizemeister mit Färjestad BK
- 2009 Finnischer Meister mit JYP Jyväskylä
- 2009 Jari-Kurri-Trophäe (gemeinsam mit Pekka Tuokkola)